# انقلاب 1976 في الأرجنتين
انقلاب عسكري يميني أطاح بحكم إيزابيل بيرون، رئيسة الأرجنتين، في 24 آذار (مارس) 1976. تولّى العسكر الحكم بعدها، وكان القائد للانقلاب هو الجنرال «خورخه فيديلا». بقي النظام العسكري في الحكم حتى نهاية العام 1983 حين بدأت مرحلة التحول الديمقراطي في البلاد.
وإيزابيل بيرون هي زوجة الرئيس خوان بيرون، وباعتبارها نائبة رسمية لزوجها تولّت السلطة في الأرجنتين عام 1974 خلفاً له وذلك حتى قبل أن يتوفى بسبب المرض. لتصبح بذلك أول امرأة تصل لكرسي الرئاسة في أميركا الجنوبية. وقد شهدت فترة حكمها العديد من الاضطرابات السياسية والاقتصادية.
عاشت الأرجنتين في سنوات حكم فيديلا فترة اعتبرت بالسوداء من قبل منظمات حقوق الإنسان حيث سُجن وقُتِل وشُرّد ما يقارب 30,000 من المعارضين له. وبرزت المعارضة العالمية لطريقة حكمه بوضوح أثناء كأس العالم لكرة القدم 1978 حين امتزجت السياسة بالرياضة، وكانت هناك تهديدات بالمقاطعة بسبب انتهاكات حقوق الإنسان.